# Provinciale Statenverkiezingen 2007

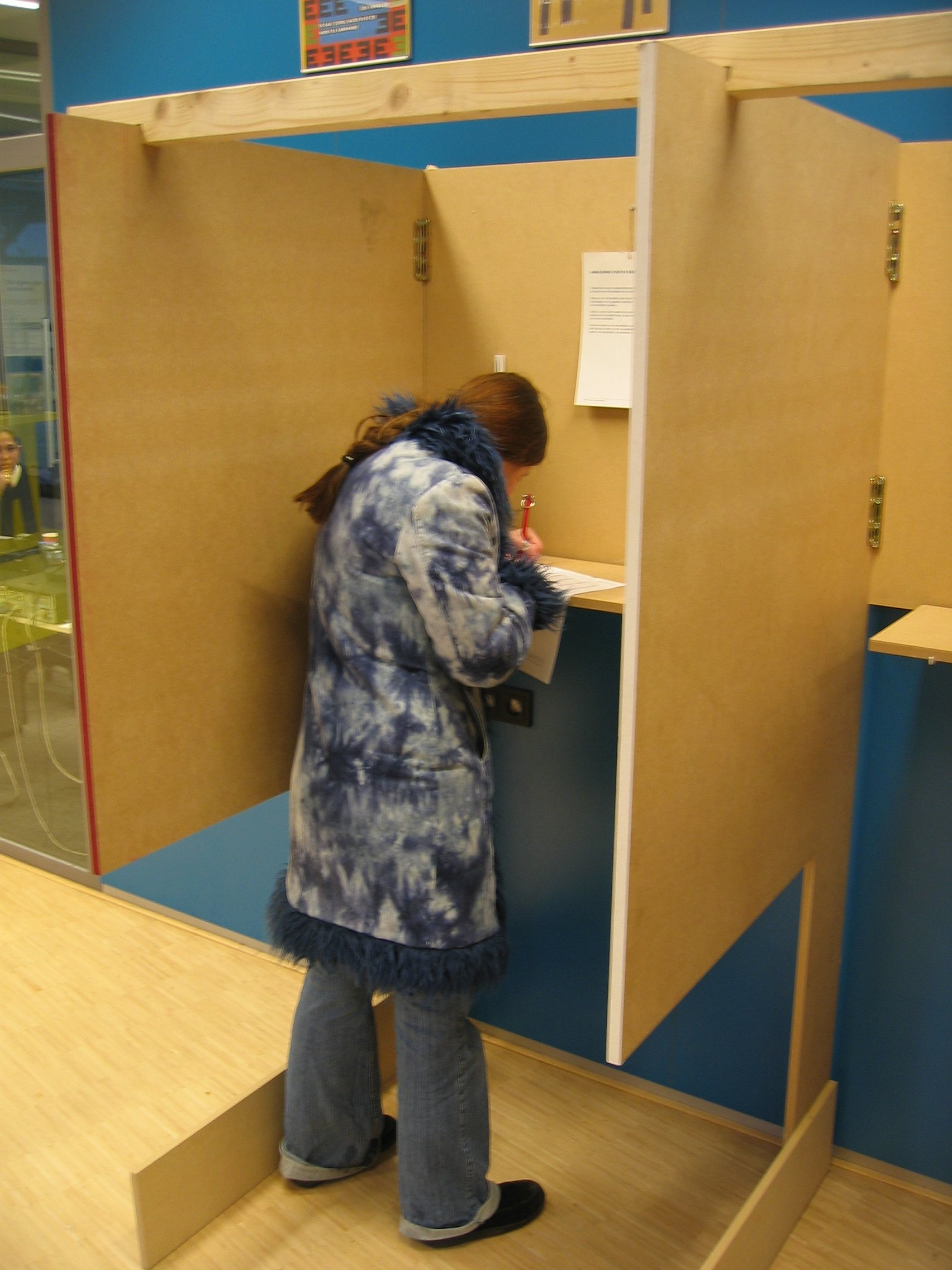
Vrouw stemt met een rood potlood in Amsterdam

De Provinciale Statenverkiezingen 2007 waren Nederlandse verkiezingen die op 7 maart 2007 werden gehouden voor de leden van Provinciale Staten in de twaalf provincies.
Door een wijziging van de Provinciewet werd in 2007 het totaal aantal Statenzetels aanzienlijk gereduceerd, van 764 naar 564.

## Aanloop
Om stemgerechtigd te zijn diende men de Nederlandse nationaliteit te hebben, op de dag van de stemming ten minste achttien jaar oud te zijn en op de dag van de kandidaatstelling te wonen in de provincie waarvoor de verkiezing plaatsvond. Nederlanders die in het buitenland woonden en niet ingeschreven stonden in een Nederlandse gemeente hadden geen stemrecht bij deze verkiezingen.
Ingezetenen van Caribisch Nederland hadden geen stemrecht bij de verkiezingen voor Provinciale Staten. Caribisch Nederland is niet ingedeeld bij een provincie.

## Uitslagen

### Opkomst (Nederland-totaal)
|                  | 2003       | 2003      | 2007       | 2007  |
| # stemmen        | %          | # stemmen | %          |       |
| ---------------- | ---------- | --------- | ---------- | ----- |
| Kiesgerechtigden | 12.054.954 |           | 12.238.814 |       |
| Niet opgekomen   | 6.313.800  | 52,38     | 6.559.450  | 53,60 |
| Opkomst          | 5.741.154  | 47,62     | 5.679.364  | 46,40 |
| Ongeldig/blanco  | 6.658      | 0,12      | 23.900     | 0,42  |
| Geldige stemmen  | 5.734.496  | 99,88     | 5.655.464  | 99,58 |

### Uitslagen per provincie naar partij
| Provincie       | Aantal zetels per partij | Aantal zetels per partij | Aantal zetels per partij | Aantal zetels per partij | Aantal zetels per partij | Aantal zetels per partij | Aantal zetels per partij | Aantal zetels per partij | Aantal zetels per partij | Aantal zetels per partij | Aantal zetels per partij | Aantal zetels per partij |
| Provincie       | CDA                      | PvdA                     | VVD                      | SP                       | CU                       | SGP                      | GL                       | D66                      | PvdD                     | LPF                      | overig                   | totaal                   |
| --------------- | ------------------------ | ------------------------ | ------------------------ | ------------------------ | ------------------------ | ------------------------ | ------------------------ | ------------------------ | ------------------------ | ------------------------ | ------------------------ | ------------------------ |
| Groningen       | 9                        | 12                       | 5                        | 7                        | 4                        | -                        | 3                        | 1                        | 1                        | -                        | 1                        | 43                       |
| Friesland       | 12                       | 12                       | 5                        | 4                        | 3                        | -                        | 2                        | 0                        | 0                        | -                        | 5                        | 43                       |
| Drenthe         | 10                       | 13                       | 8                        | 5                        | 3                        | 0                        | 2                        | 0                        | -                        | -                        | 0                        | 41                       |
| Overijssel      | 17                       | 9                        | 6                        | 6                        | 5                        | 2                        | 2                        | 0                        | 0                        | 0                        | 0                        | 47                       |
| Flevoland       | 8                        | 7                        | 9                        | 6                        | 5                        | 1                        | 2                        | 0                        | 1                        | -                        | 0                        | 39                       |
| Gelderland      | 15                       | 10                       | 9                        | 7                        | 4                        | 3                        | 3                        | 1                        | 1                        | 0                        | 0                        | 53                       |
| Utrecht         | 11                       | 8                        | 10                       | 5                        | 4                        | 1                        | 4                        | 2                        | 1                        | -                        | 1                        | 47                       |
| Noord-Holland   | 10                       | 11                       | 13                       | 9                        | 2                        | 2                        | 5                        | 2                        | 2                        | -                        | 1                        | 55                       |
| Zuid-Holland    | 13                       | 10                       | 12                       | 8                        | 4                        | 2                        | 3                        | 1                        | 1                        | 0                        | 1                        | 55                       |
| Zeeland         | 10                       | 6                        | 6                        | 5                        | 3                        | 5                        | 2                        | 0                        | -                        | -                        | 2                        | 39                       |
| Noord-Brabant   | 18                       | 8                        | 11                       | 12                       | 1                        | 1                        | 2                        | 1                        | 1                        | -                        | 1                        | 55                       |
| Limburg         | 18                       | 8                        | 7                        | 9                        | 0                        | -                        | 2                        | 1                        | 1                        | -                        | 1                        | 47                       |
| totaal          | 151                      | 114                      | 101                      | 83                       | 35                       | 14                       | 32                       | 9                        | 9                        | 0                        | 13                       | 564                      |
| totaal          | 151                      | 114                      | 101                      | 83                       | 3                        |                          | 32                       | 9                        | 9                        | 0                        | 13                       | 564                      |
| +/− t.o.v. 2003 | −18                      | −36                      | −2                       | +54                      | +14                      | +1                       | −5                       | −11                      | +9                       | −10                      | +3                       | -                        |
| +/− t.o.v. 2003 | −18                      | −36                      | −2                       | +54                      | +1                       |                          | −5                       | −11                      | +9                       | −10                      | +3                       | -                        |

Een "-" in de tabel betekent dat de betreffende partij bij de verkiezingen van 2007 in de betrokken provincie geen kandidatenlijst heeft ingediend.

## Samenstelling Gedeputeerde Staten
De uitslag van de Statenverkiezingen had in negen provincies tot gevolg dat de samenstelling van de collegepartijen in Gedeputeerde Staten veranderde; alleen in Overijssel, Flevoland en Noord-Brabant bleef de samenstelling van het college ongewijzigd. Grote winnaar van de college-onderhandelingen was de ChristenUnie die van nul naar zeven colleges (eenmaal gecombineerd met de SGP) ging. Mogelijk was dit een gevolg van de deelname van de ChristenUnie aan het kabinet-Balkenende IV.

## Onwettige stemcomputers
Bij deze verkiezingen werd op grote schaal gestemd met gebruik van stemcomputers van de firma Nedap. Na eerdere controverses rond het gebruik van stemcomputers keurde de minister, Atzo Nicolaï, net voor deze verkiezingen op 2 maart 2007 goed dat de Nedap-stemcomputers ingezet mochten worden. Na afloop van de verkiezingen oordeelde de rechter dat het besluit tot goedkeuring van de stemcomputers was genomen in strijd met de wet.

## Eerste Kamerverkiezingen
De nieuw verkozen leden van Provinciale Staten kozen op 29 mei 2007 bij de Eerste Kamerverkiezingen een nieuwe Eerste Kamer.
Provinciale Statenverkiezingen zijn daarmee behalve provinciaal ook nationaal van belang.